# Zamium
Zamium is een kevergeslacht uit de familie van de boktorren (Cerambycidae). De wetenschappelijke naam van het geslacht werd voor het eerst geldig gepubliceerd in 1864 door Pascoe.

## Soorten
Zamium omvat de volgende soorten:
- Zamium bimaculatum (Fabricius, 1781)
- Zamium incultum Pascoe, 1864
- Zamium prociduum Pascoe, 1864